# کارل هاینریش هاگن
کارل هاینریش هاگن (Carl Heinrich Hagen) (۲۹ ژوئیه ۱۷۸۵ – ۱۶ دسامبر ۱۸۵۶)، یک حقوق‌دان، اقتصاددان اجتماعی و میان سال‌های ۱۸۱۱ و ۱۸۳۵ میلادی، مقام ارشد دولتی (Regierungsrat) بود. از سال ۱۸۱۱ میلادی او در دانشگاه کونیگسبرگ که در آن زمان به نام پروس شرقی یاد می‌شد، پروفسور حقوق الهی بود.

## زندگی

### ریشه خانوادگی
کارل هاینریش هاگن در یک خانواده بانفوذ متشکل از روشن‌فکران طبقه متوسط در کونیگسبرگ به دنیا آمد. پدرش، کارل گوتفراید هاگن (۱۷۴۹–۱۸۲۹) یک شیمیادان برجسته بود. ارنست اوت هاگن ناول‌نویس برادرش بود. فریدریش بسل فیزیک‌دان-منجم و فرانز ارنست نیومان منرالوژیست-فیزیک‌دان برادران خانمش شدند. خانواده سلطنتی پس از اکتبر ۱۸۰۶ مجبور شدند تا برای چندین سال به شهر نقل مکان کنند. هاگن مکرراً در دیدارها از دربار سلطنتی پدرش را هم‌راهی می‌کرد که در یکی از این دیدارها در جریان سال ۱۸۰۸/۰۹ پدرش شهزاده فریدریک ویلیام و ویلیام، دو پادشاه آینده پروس را در داروسازی و مسائل مرتبط با آن تدریس می‌کرد.

### فعالیت‌های علمی
هاگن در دانشگاه کونیگسبرگ حقوق و حقوق الهی خواند. او شاگرد کریستین جاکوب کراوس (۱۷۵۳–۱۸۰۷) و آلبریخت فان ثایر (۷۵۲–۱۸۲۸) بود، کسی که بعداً او آن را یک استاد فراموش ناشدنی و حامی («unvergesslichen Lehrer und Gönner») توصیف کرد. پس از ترک کردن دانشگاه او وظیفه دولتی را شروع کرد. در پروس او به دلیل نوشته‌هایش از اعتبار قوی برخوردار بود و در سال ۱۸۰۹ میلادی او در خدمات دولتی پروس استخدام شده و تا رتبه Regierungsrat ترفیع کرد. در دانشگاه او در ابتدا به عنوان پروفسور مدعو در رشته حقوق‌الهی و تجارت منصوب گردید. او تا سمت پروفسور کامل پیش رفته و اخیراً کرسی تدریسی استاد قبلی‌اش، سی جی کراوس را از آن خود ساخت. کارل که در دوره تابستانی ۱۸۲۶، سرپرست بود، در تابستان ۱۸۳۴ به عنوان رئیس دانشگاه منصوب شد.

### ازدواج و ارتباطات
کارل هاینریش هاگن با دوریس لینک (۱۷۸۹–۱۸۶۹) ازدواج کرد. حاصل ازدواج شان شش فرزند، از جمله پروفسور ریاضی رابرت هاگن (۱۸۱۵–۱۸۵۸)، پروفسور زولوژی، هرمان اوت هاگن (۱۸۱۷–۱۸۹۳) و سیاست‌مدار موفق آدولف هاگن (۱۸۲۰–۱۸۹۴)، ثبت شده‌است. بر اساس مدخل کتاب‌چه خاطرات خواهرش فلورنتین، خانه هاگن همراه با «Sackheimer Tränkgasse» در کونیگسبرگ به یک مرکز اجتماعی برای اعضای نخبه سیاسی و علمی پروس مبدل شد. الکساندر فان هومبولت یک بازدیدکننده دایمی بود. شواهد رغبت هاگن به نتورکنگ نیز از مکاتبات او با رئیس منطقوی، هانس جاکوب فان آورسوالد، گیورگ هاینریش لودویگ نیکولویوس و ویلهلم فان هومبولت، برخواسته است.

### حرفه سیاسی
او که به عنوان «انسان بلندپرواز» شناخته می‌شد، میان سال‌های ۱۸۰۹ و ۱۸۱۱ میلادی از طرف دولت به یک دیدار طویل مدت به گوتنگن و لندن فرستاده شد. در انگلستان او با لیبرالیسم اقتصادی مواجه شد که پیوسته در حال معروف شدن در کشور بود و در معرض تحریم (چیزی کم‌تر از کاملاً قابل انفاذ) اقتصادی توسط فرانسه قرار داشت. هاگن یک طرف‌دار پر اشتیاق دکترین‌های شد که توسط مرد اسکاتلندی، آدام اسمیت (۱۷۲۳–۱۷۹۰ میلادی) در سراسر بریتانیا مطرح گردید. از آن زمان به بعد او به عنوان اولین مدافع تجارت آزاد مورد توجه قرار گرفت.

### سال‌های پایانی
پس از ایفای وظیفه در امور زندگی عمومی، هاگن در سال ۱۸۳۵ میلادی از سمت دولتی بازنشستگی کرد. او بعداً دچار یک سکته جدی شده و در سال ۱۸۴۹ میلادی از استادی دانشگاه نیز بازنشسته شد و تا زمان مرگ در سال ۱۸۵۶ میلادی به‌صورت بازنشسته زندگی نمود. در طول سال‌های اخیر زندگی‌اش او نمی‌توانست صحبت کند و بشنود.

## آثار
یکی از بحث‌برانگیزترین انتشارات هاگن در سال ۱۸۱۴ منتشر شده و به تأثیر قانون زراعتی پرداخت. هاگن به صورت فوری و ضروری، خواهان اصلاح ملی و برداشتن بار مکلفیت‌های دهاقین در برابر مالکان زمین شد. هاگن در برابر مخالفین این اصلاحات از قشر اشراف و مالکان بزرگ زمین، توانست به ایده‌های آلبریخت ثایر (۱۷۵۲–۱۸۲۸)، مؤسس تیوری منطقی استفاده از زمین، در دفاعیه‌اش «ساختارهای مالکیت مبتنی بر منطق با دارایی‌های برابر زمین» («rationelle Betriebsformen mit Flächenausdehnung der landwirtschaftlichen Betriebe») استناد کند. در سال ۱۸۱۴ میلادی هاگن این ایده را ترویج می‌کرد که بار بدهی بین دهاقین روستایی و مالکان زمین را می‌توان از طریق اجرای نرخ ویژه و کاهش یافته سود بر بدهی‌های معوق که با استفاده از نهادهای قرضه‌دهنده ایجاد شده برای میانجی‌گری میان رابطه قرضه دهنده – قرضه گیرنده و از طریق قوانین اصلاحی مالکیت زمین اعمال می‌شود، کاهش داد. ایده‌های او راهکارهای را پیش‌بینی کرده بود که تا بیش از یک نسل قابل اجرا بودند، مخصوصاً در مورد ایجاد بانک قرضه‌دهی زراعتی («Landwirtschaftliche Rentenbank») که در سال ۱۸۴۹ میلادی تأسیس شد. در طول ۴۵ سال خدمت عمومی‌اش، هاگن به عنوان مدافع لیبرالیسم اقتصادی و مخالف موانع تعرفه شناخته می‌شد. او از مبارزهای ابتدائی برای تجارت آزاد در سراسر اروپا بود.